# Куп Црне Горе у ватерполу
Куп Црне Горе у ватерполу, национални је ватерполо куп Црне Горе који се одржава у организацији Ватерполо савеза Црне Горе. Основан је 2006, након распада заједничке државе Србије и Црне Горе.
Највише титула освојио је Јадран из Херцег Новог, укупно 13.

## Финалне утакмице Купа Црне Горе
| Сезона   | Освајач            | Резултат                   | Финалиста          |
| -------- | ------------------ | -------------------------- | ------------------ |
| 2006/07. | Јадран Херцег Нови | 7:6, 11:7                  | Будванска ривијера |
| 2007/08. | Јадран Херцег Нови | 9:6, 7:9                   | Будванска ривијера |
| 2008/09. | Будванска ривијера | 1. место 1                 | три клуба          |
| 2009/10. | Приморац           | 8:7                        | Будва              |
| 2010/11. | Будва              | 10:8, 8:9                  | Приморац           |
| 2011/12. | Јадран Херцег Нови | 11:12, 12:10               | Будва              |
| 2012/13. | Јадран Херцег Нови | 6:7, 10:8                  | Приморац           |
| 2013/14. | Јадран Херцег Нови | 12:10, 4:6 (петерцима 4:1) | Приморац           |
| 2014/15. | Јадран Херцег Нови | 7:5, 7:5                   | Будва              |
| 2015/16. | Јадран Херцег Нови | 17:5, 10:5                 | Будва              |
| 2016/17. | Јадран Херцег Нови | 9:9 (петерцима 5:3)        | Приморац           |
| 2017/18. | Јадран Херцег Нови | 12:8                       | Будва              |
| 2018/19. | Јадран Херцег Нови | 12:8                       | Будва              |
| 2019/20. | Јадран Херцег Нови | 9:8                        | Будва              |
| 2020/21. | Јадран Херцег Нови | 8:6, 12:6                  | Приморац           |
| 2021/22. | Приморац           | 10:9                       | Јадран Херцег Нови |
| 2022/23. | Јадран Херцег Нови | 10:6                       | Приморац           |
| 2023/24. | Јадран Херцег Нови | 15:10                      | Приморац           |

1 Финални турнир (4 екипе) је игран по систему једнокружне лиге, где је свака екипа одиграла по једну утакмицу са другом екипом.

### Успешност клубова
| Клуб               | Освајач | Финалиста | Година освајач                                                                      | Година финалиста                                     |
| ------------------ | ------- | --------- | ----------------------------------------------------------------------------------- | ---------------------------------------------------- |
| Јадран Херцег Нови | 14      | 1         | 2006, 2007, 2011, 2012, 2013, 2014, 2015, 2016, 2017, 2018, 2019, 2020, 2022, 2023. | 2021.                                                |
| Будва 1            | 2       | 9         | 2008, 2010.                                                                         | 2006, 2007, 2009, 2011, 2014, 2015, 2017, 2018 2019. |
| Приморац           | 2       | 7         | 2009, 2021.                                                                         | 2010, 2012, 2013, 2016, 2020, 2022, 2023.            |

1 До 2009. назив клуба био Будванска ривијера.